# Poleon the Trapper
Poleon the Trapper è un cortometraggio muto del 1913 prodotto dalla Nestor. Il nome del regista non viene riportato nei credit.

## Trama
Nelle foreste del Nord, il cacciatore Poleon è segretamente innamorato di Rosie. Ma la ragazza, che non sa niente del suo sentimento, accetta invece le attenzioni di Pierre, un bel commerciante di pellicce che la seduce e poi le promette di tornare per portarla via con sé. Qualche tempo dopo, Poleon ritorna per vendere le sue pellicce e ritrova Rosie intristita e malata, che aspetta sempre il ritorno del suo uomo. Il cacciatore decide di mettersi sulle tracce di Pierre e di riportarlo da Rosie.
Quando finalmente i due uomini si incontrano, combattono ferocemente tra di loro: Poleon riesce ad avere la meglio sul suo avversario e, dopo aver legato Pierre, si mette in viaggio con lui. Durante una sosta, Pierre riesce però a liberarsi e aggredisce con un coltello Poleon che sta dormendo. Quest'ultimo reagisce, e Pierre - nella lotta - si infligge involontariamente una coltellata. Il cacciatore prende il ferito e finalmente lo porta da Rosie. Poi va a chiamare un prete che celebra il matrimonio riparatore tra i due. La ferita di Pierre, però, è talmente grave che l'uomo muore poco dopo.
Poleon, ritornato tra i boschi, una sera ha la visione di Rosie che lo aspetta con le braccia spalancate: il cacciatore allora abbandona l'accampamento per raggiungere la donna che ha sempre silenziosamente amato.

## Produzione
Il film fu prodotto dalla Nestor Film Company.

## Distribuzione
Distribuito dall'Universal Film Manufacturing Company, il film - un cortometraggio di una bobina - uscì nelle sale cinematografiche USA il 23 giugno 1913.